# Понте-Лунго (станція метро)
41°52′41″ пн. ш. 12°31′08″ сх. д. / 41.87806° пн. ш. 12.51889° сх. д.
Понте-Лунго (італ. Ponte Lungo) - станція лінії А Римського метрополітену. Відкрита 16 лютого 1980 році у першій черзі лінії А (від Ананьїна до Оттавіано). Розташовано на розі Віа Аппіа Нуова з віа Джела та П'яцца ді Понте Лунго.
Є станцією з двома окремими тунелями, в кожному з яких знаходиться окрема платформа.
Поблизу станції розташовані
- Латинська дорога
- Аппієва дорога
- Віа Тусколана
- Рома Тусколана
- Парк Кафарелла

## Пересадки
- Автобуси: 87, 412, 590, 665, 671.
- Римський S-bahn
  - FL1,
  - FL3
  - FL5